# Néron Mbungu
Néron Mbungu Mbungu, est un homme politique du  Congo-Kinshasa. 
Député à l'Assemblée nationale, il voit son élection invalidée par la cour Constitutionnelle le 11 juin 2019. Il est vice-gouverneur de la province de Kinshasa en avril 2019 avant d'être destitué en avril 2021 .